# Gaositwe K.T. Chiepe
Gaositwe Kogakwa Tibe Chiepe, née le 22 octobre 1922 (ou 1926 selon d'autres sources) à Serowe (Bechuanaland) et morte le 26 janvier 2025,, est une femme politique botswanienne. Elle est ministre des Affaires étrangères entre 1985 et 1994.

## Biographie
Entre 1970 et 1974, Gaositwe K.T. Chiepe est haut-commissaire du Botswana au Royaume-Uni et au Nigeria et ambassadrice en Allemagne de l'Ouest, en France, au Danemark, en Norvège, en Suède et auprès de la Communauté économique européenne. En 1974, elle devient la première femme botswanaise membre d'un gouvernement, en tant que ministre du Commerce et de l'Industrie ; elle quitte son poste en 1977. Elle est ensuite ministre des Mines et des Ressources naturelles jusqu'en 1984 puis ministre des Affaires étrangères jusqu'en 1994 et ministre de l'Éducation jusque 1999. Elle se retire de la vie politique et du gouvernement en 1999.

## Sources
- (de) Cet article est partiellement ou en totalité issu de l’article de Wikipédia en allemand intitulé « Gaositwe Kogakwa Tibe Chiepe » (voir la liste des auteurs).